# József Dudás
József Dudás, né le 22 septembre 1912 à Marosvásárhely (en roumain : Târgu Mureș) en Autriche-Hongrie (aujourd'hui en Transylvanie, Roumanie) et mort le 19 janvier 1957 à Budapest, est un homme politique et résistant hongrois.

## Biographie
Très jeune, il rejoint le parti communiste illégal de Transylvanie. En 1933, il est arrêté et condamné à neuf ans de prison. Lorsque le nord de la Transylvanie est cédé à la Hongrie dans le cadre du deuxième arbitrage de Vienne en 1940, il est libéré et s'installe à Budapest. Pendant la Seconde Guerre mondiale, il travaille au sein du mouvement antifasciste comme agent de liaison entre les groupes. À la fin de la guerre, il fait partie d'une délégation non officielle qui se rend à Moscou pour un cessez-le-feu, et il est l'un des membres fondateurs du Comité de libération du soulèvement national hongrois.
À la fin 1945, il rejoint le Parti indépendant des petits propriétaires et est élu au gouvernement de Budapest. Alors que les communistes montent leur campagne pour prendre le contrôle de la Hongrie, Dudás est arrêté, détenu puis remis à la sécurité d'État roumaine en 1951. Libéré en 1954, il retourne en Hongrie.
Il travaille comme ingénieur lorsque l'insurrection de Budapest éclate en 1956. Il s'adresse alors aux foules et crée le 29 octobre le Comité national du deuxième district, avec un programme en 25 points exigeant, un gouvernement de coalition, un système multipartite et la neutralité. Il lance le un journal Magyar Függetlenség (Indépendance hongroise) qui titre : « Nous ne reconnaissons pas le gouvernement actuel ! » Au même moment est formé le « groupe Dudás », composé d'environ 400 hommes armés. Dudás gagne une mauvaise réputation parmi les forces révolutionnaires pour avoir entamé des négociations avec le colonel Malashenko, chef d'état-major par intérim des forces spéciales soviétiques, dans le but d'être reconnu par les Soviétiques comme l'homme clé du pouvoir politique et militaire en Hongrie, au lieu d'Imre Nagy. Le groupe Dudás est connu pour la campagne de terreur qu'il mène contre les membres de la police secrète AVH hongroise, lynchant ou exécutant à vue, à un tel point que d'autres révolutionnaires commencent à arrêter des officiers de l'AVH pour les protéger.
Il continue à publier son journal critiquant le gouvernement Nagy jusqu'à ce que ses propres hommes le limogent le 3 novembre et qu'il soit arrêté par les forces gouvernementales pour des actes qui lui sont imputés ou propagés par la rumeur (attaque contre le ministère des Affaires étrangères ; pillage de la Banque nationale). Le 4 novembre, il est blessé et transporté à l'hôpital.
Le 21 novembre, il est attiré par ruse dans le bâtiment du Parlement et arrêté par les Soviétiques. Accusé d'avoir fomenté un complot, il est condamné à mort  le 14 janvier 1957, et exécuté le 19 janvier 1957.